# هوجو اوجینوبو

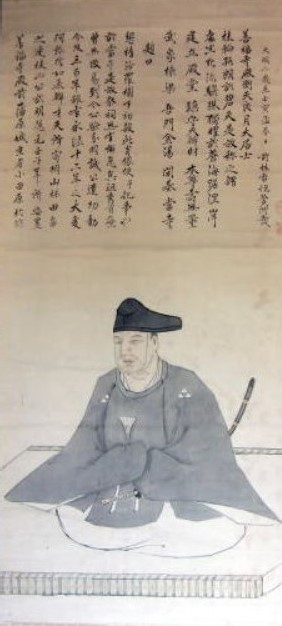
تصویر نقاشی شده

هوجو اوجینوبو (به ژاپنی: 北条 氏信 ほうじょう うじのぶ)، هوجو تسوناشیگه، (تولد نامشخص– مرگ ۱۲ ژانویه ۱۵۷۰ میلادی) پسر هوجو گن‌آن، یک سامورایی ملازم خاندان ایماگاوا در ولایت سوروگا، ژاپن بود.
تهدید جنگ به‌طور موقت از حوضه رودخانه فوجی با اتحاد سه‌گانه کای-ساگامی-سوروگا در سال ۱۵۵۴ ناپدید شد، اما زمانی که ایماگاوا یوشیموتو، رئیس خاندان ایماگاوا، در نبرد اوکه‌هازاما در سال ۱۵۶۰ درگذشت، روابط دیپلماتیک ناگهان شروع به وخامت کرد و در سال ۱۵۶۸، تاکدا شینگن از مرز عبور کرد و حمله به سوروگا را انجام داد. خاندان هوجو به کمک خاندان ایماگاوا آمدند و هنگامی که نیروها را به سوروگا اعزام کردند، قلعه کانبارا (شهر شیزوئوکا، استان شیزوئوکا را ساختند.
نیروهای کمکی به رهبری هوجو اوجینوبو که توسط هوجو اوجیماسا برای نجات خاندان ایماگاوا فرستاده شد، وارد قلعه کانبارا شدند و از آن به عنوان پایگاهی برای مهار ارتش تاکدا استفاده کردند، بنابراین شینگن چاره ای جز عقب‌نشینی از ولایت سوروگا نداشت. ایماگاوا اوجیزانه که برای بازپس‌گیری سوروگا از قلعه کاکه‌گاوا بازگشته بود نیز برای مدت کوتاهی وارد قلعه شد.
در دسامبر ۱۵۶۹، ارتش تاکدا، که نبرد پنجم از نبردهای کاواناکاجیما را به پایان رسانده بود، تاکدا کاتسویوری را به عنوان فرمانده کل خود، نوبوتویو نوریمایا (پسر تاکدا نوبوشیگه برادر کوچکتر شینگن)، یاماگاتا ماساکاگه و دیگران را به عنوان ژنرال منصوب کرد. 
ارتش هوجو، از جمله برادر کوچکترش هوجو چوجون ، و بیش از ۱۰۰۰ سرباز در قلعه محاصره شدند، به دلیل حمله کاتسویوری و نوبوتویو نبرد شدیدی درگرفت، اما قلعه در همان روز سقوط کرد. در نتیجه، همه فرماندهان قلعه، از جمله هوجو اوجینوبو/تسوناشیگه، هوجو چوجون، کانو ریکیهاچیرو، شیمیزو تاروزائمون، کاساهارا تامتسوگو و آراکاوا ناگامونه در نبرد جان باختند. گفته می‌شود که سوناشیگه توسط نیروهای سانادا به رهبری سانادا یوکیتاکا و پسرش سانادا نوبوتسونا کشته شد (اسناد سانادا)